# میشائیل متس
میشائیل متس (انگلیسی: Michael Metz؛ زادهٔ ۱۶ ژوئن ۱۹۶۴) بازیکن هاکی روی چمن اهل آلمان بود. او به عنوان یکی از بازیکنان برجسته تیم ملی هاکی روی چمن آلمان شناخته می‌شود. متس همچنین در باشگاه‌های مختلف اروپا و آمریکای شمالی بازی کرده است. او در سطوح مختلفی از جمله لیگ برتر آلمان، لیگ برتر هلند، و لیگ برتر آمریکا بازی کرده است. همچنین او در مراسم المپیک ۱۹۹۲ بارسلونا و المپیک ۱۹۹۶ آتلانتا به عنوان عضو تیم ملی هاکی روی چمن آلمان حضور داشت.